# Husmoderafløsning
Husmoderafløsning er en dansk oplysningsfilm fra 1956 instrueret af Kirsten Bundgaard efter eget manuskript.

## Handling
I de fleste hjem vil vanskeligheder tårne sig op, hvis husmoderen må lægge sig syg. I kommuner, hvor ordningen med husmoderafløsning er gennemført, kan en husmoderafløser træde hjælpende til i hjemmet mod en betaling, der er afpasset efter indtægten. For husmoderen er det en befrielse at erfare, at afløseren virkelig kan aflaste hende. Det er nok en fremmed, der kommer, men ikke en, der er fremmed for de mange pligter, som dagligt hviler på kvinden i huset. Hun kan ligge syg i tryg forvisning om, at hjemmet og børnene bliver passet imens. For husmoderafløseren, der måske er ene og har følt sig lidt til overs, er det en lykke at opdage, at der er brug for hende, en følelse, der kan betyder fuldt så meget som den kontante løn.

## Medvirkende
- Gerda Flagstad
- Eva Karitha
- Mette von Kohl